# テングノムギメシ
テングノムギメシ（天狗の麦飯）とは日本の中部地方の火山地帯に産生する微生物の塊である。産生地のひとつ、長野県小諸市のものは天然記念物に指定されているため採取が禁止されているほか、他の産生地も国立公園内にあり採集をする為には国の許可が必要である。

## 特徴
色は褐色、灰褐色、淡灰緑色などで、形はさまざまであるが、大きさは0.1mmから1cmぐらいの小さな粒状で、弾力があり、乾燥すると味噌の塊のように見える。「食べられる土」として紹介される事もあり、古くは長者味噌、謙信味噌や飯砂（いいずな）とも呼ばれた。長野県の「飯縄山（飯綱山）」の名称はこれに由来する。「桃の木から分泌される樹脂を少し堅くしたもの」を想像するとよい、と菌類学者の小林義雄は記している。
明治の半ばより多くの生物学者の目を引き、大野直枝、川村多実二、ハンス・モーリッシュなど、多くの研究者がこれに係わっている。その結果によると、藍藻類、細菌類、古細菌類、糸状菌などがそこから見出されており、その正体は菌類・藻類の複合体といわれている。また、微生物学者の中村浩によると、Methanococcus、Methanobacillus（現在は無効名）といったメタン菌と、Gloeocapsa、Gloeotheceなどの藍藻の共生体という。
2010年に行われた調査では、10種類程度の真正細菌の集合体で、Ktedonobacteria 綱 Ktedonobacterales 目、γ-proteobacteria 綱 Ellin307/WD2124、α-proteobacteria 綱 Beijerinckiaceae/Methylocystaceae,Acidobacteria 門 subdiv. などが検出された。

## 分布
戸隠山、黒姫山、飯縄山、群馬県嬬恋村、浅間山周辺など比較的高地に分布。

## 産生の状況
山間部の草地で、凝灰質火山噴出物中の地下に層をなして見つかる。深さは地下数センチから40cm程度に渡って分布し、場所によっては地上に露出し、深いところでは2mにも達する。長野県小諸市では産出地が国の天然記念物に指定されている。他に群馬県嬬恋村にも産生地がある。産生地は天然ガスの産出地であることから生育には天然ガスが必要と考えられたこともあるが、実態は解明されていない。

### 天然記念物の指定

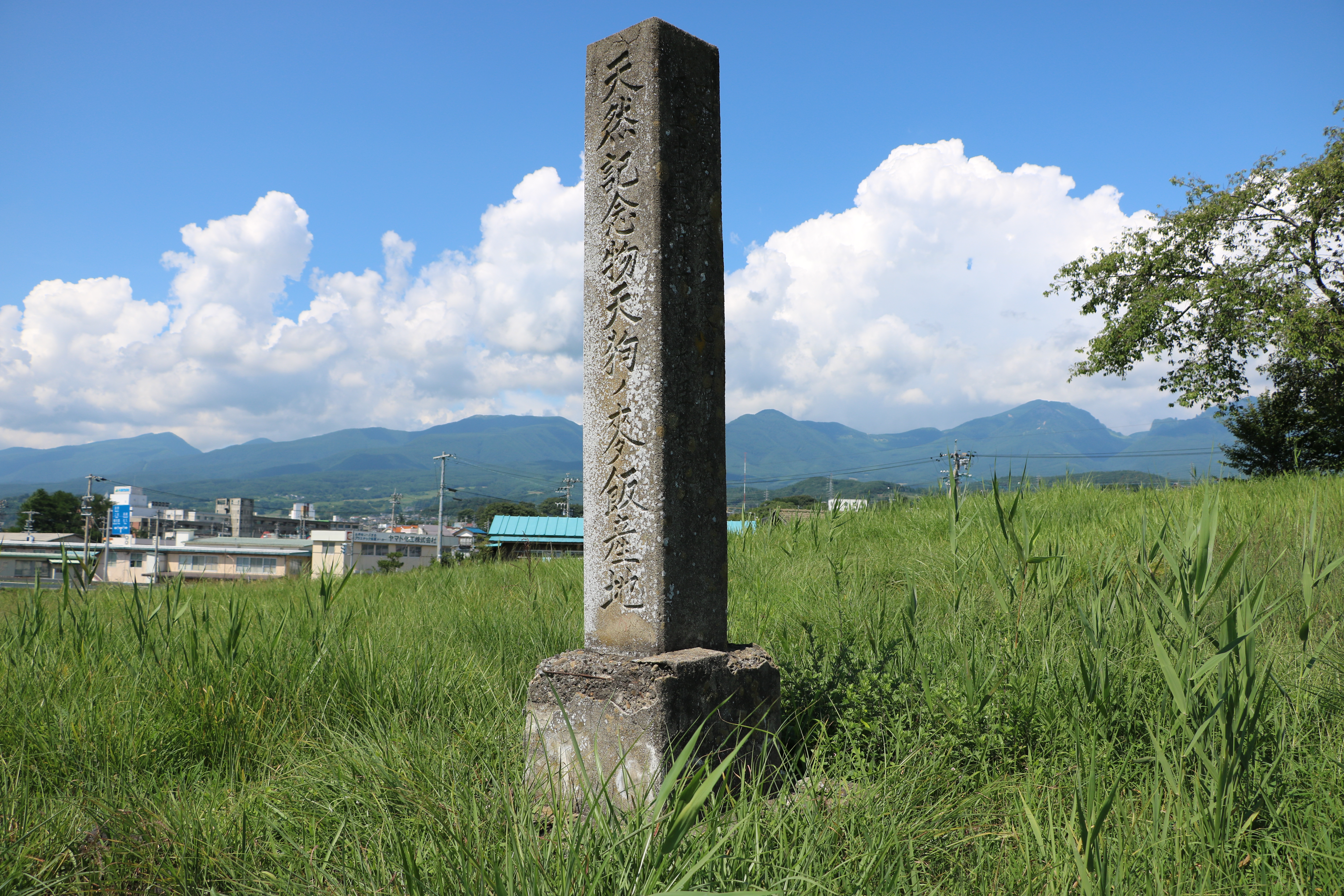
小諸市味噌塚のテングノムギメシ産地。2017年8月撮影。

産生地のうち、しなの鉄道・東日本旅客鉄道（JR東日本）小諸駅の南東約1kmにある通称“味噌塚”と呼ばれる小高い丘の一角が、テングノムギメシ産地（北緯36度19分5.7秒 東経138度25分53.2秒 / 北緯36.318250度 東経138.431444度）として、1921年（大正10年）3月3日に国の天然記念物の指定を受けている。分類は藻類・細菌類の発生地としての指定である。

## 利用
産生地では古くからテングノムギメシを「修験者が食用にしていた」「飢饉の時に食べた」などの伝説があり、産生地一帯は通称「味噌塚」と呼ばれている（小諸市甲味噌塚）。